# Anagyrus sameenae
Anagyrus sameenae är en stekelart som beskrevs av John S. Noyes och Hayat 1994. Anagyrus sameenae ingår i släktet Anagyrus och familjen sköldlussteklar. Inga underarter finns listade i Catalogue of Life.